# Úzvölgye

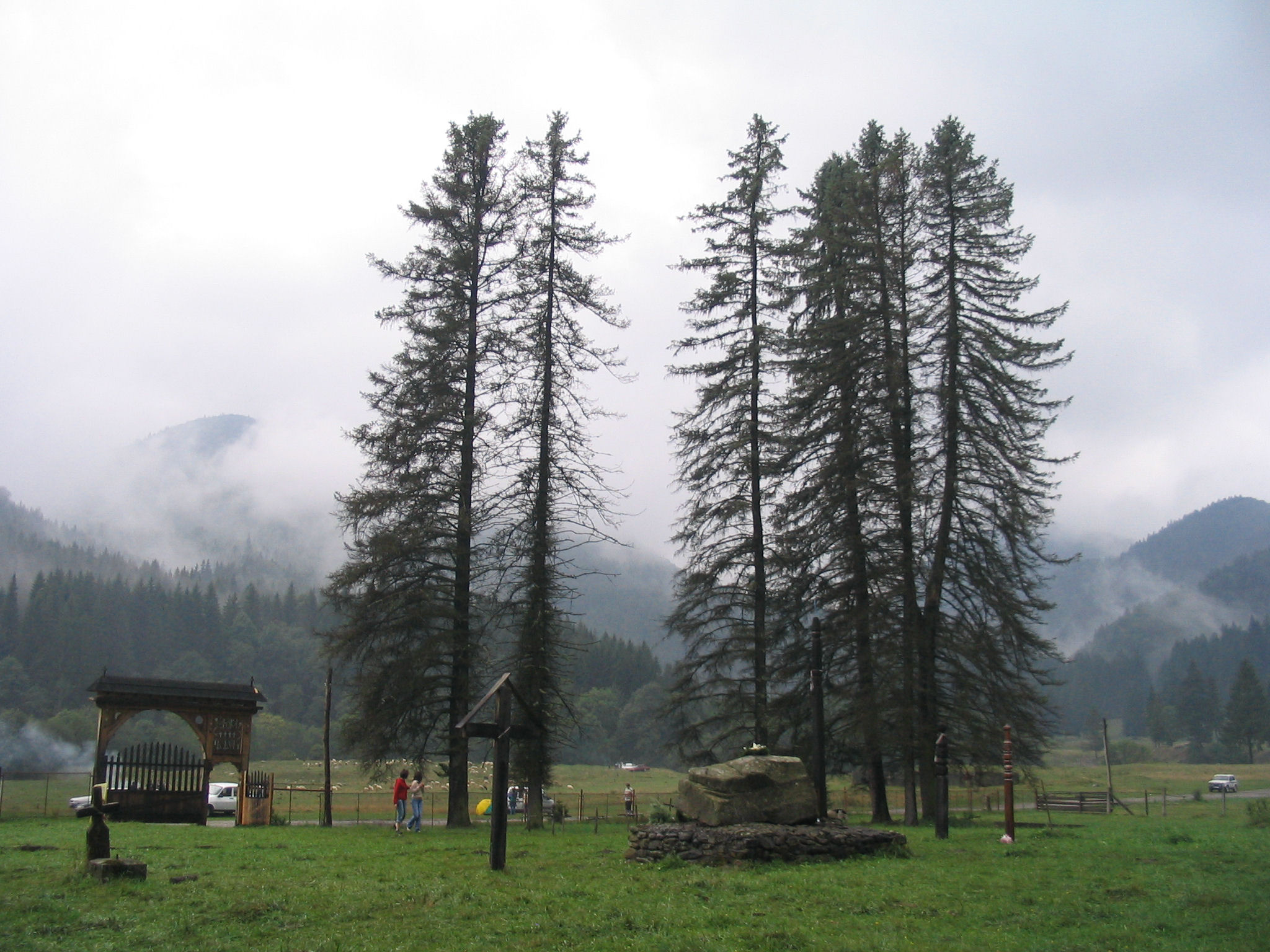
Úzvölgye 2007

Úzvölgye (románul: Valea Uzului), falu Hargita megyében, Erdélyben.

## Története
Neve valószínűleg az itt élt ősi úz népcsoport nevéből való. Az Abaksa havasa északkeleti végénél régi várhely nyomai látszanak. Az Úz völgye az első és második világháborúban is heves harcok színtere volt. Temetőjében 1917-ben a munkácsi gyalogezred által emelt kápolna áll, II. világháborús emlékművét 1994-ben állították. A trianoni békeszerződésig Csík vármegye Kászonalcsíki járásához tartozott.
Határában van a Kistölgyesi- vagy Kőkert-szoros az egykori határvám maradványaival.
1988. augusztus 21-én egy Forrófalváról Csíkba tartó, napszámosokat szállító teherautó az Úzvölgyi tábort elhagyva szakadékba zuhant. 27-en haltak meg a balesetben.
2019 tavaszán engedély nélküli betonkereszteket állítottak a katonai temetőbe, amely politikai és diplomáciai konfliktusokhoz vezetett. Az események június 6-án, a Román Hősök Emléknapján csúcsosodtak ki, amikor távoli településekről összeverbuvált provokátorok kisebb incidenseket követően a román szalagokkal díszített betonkereszteket felavatták.
Több médium is felhívta a figyelmet az ügy belpolitikai jellegére. Az egyik értelmezés szerint az úzvölgyi konfliktus eszkalálódása mögött is a PSD áll, érdeke ugyanis új ellenségképet mutatni az európai parlamenti választási fiaskó után elbizonytalanodott híveinek. A másik értelmezés viszont arról szól: inkább az ellenzékhez köthető titkosszolgálati struktúrák érdeke volt végképp elmérgesíteni a viszonyt a két párt között, illetve a „korrupt” PSD mellé a „magyar nacionalista” RMDSZ-t is ellenségnek állítani a román közvélemény számára.
Az Úzvölgyi események néven elhíresült eseménysor kiindulási pontja jóval korábbra tehető. Egyes rendezvényeken már 2018-ban nyílvánosan elhangzott az ötlet a katonai temető átalakítására. A 2019-es év folyamán számos közigazgatási határozat, politikai konfliktus és bírósági ügy tárgyát képezte a haditemető ügye, ugyanakkor elkezdődtek a tárgyalások a román illetve magyar minisztériumtól delegált szakértők között.

## Népessége
1992-ben 12 lakosa volt, mindenki magyar. 2011-ben 3 lakost számlált.
Lakói római katolikusok.
2019. márciusában 1 állandó lakos élt a településen.

## Haditemető

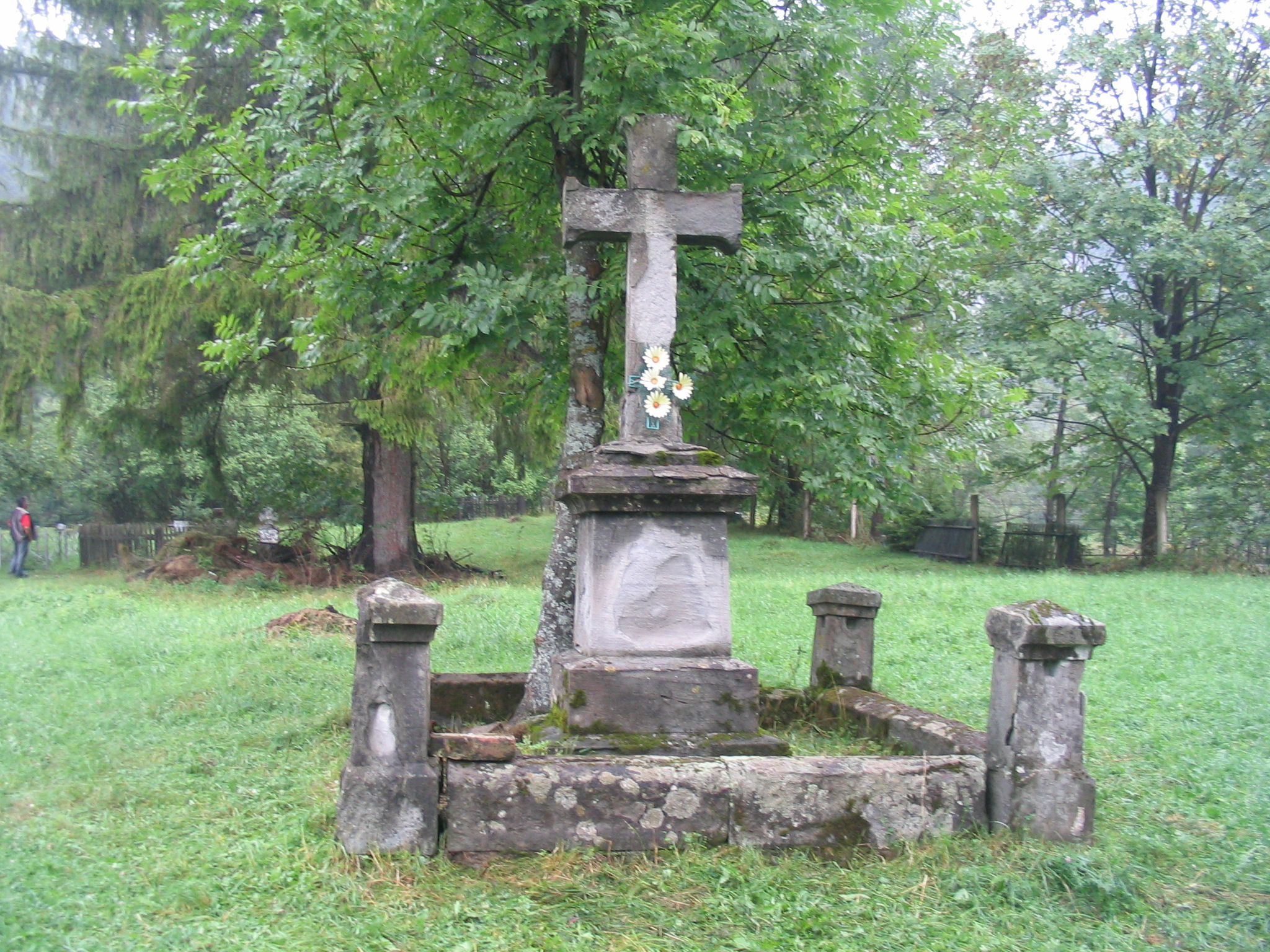
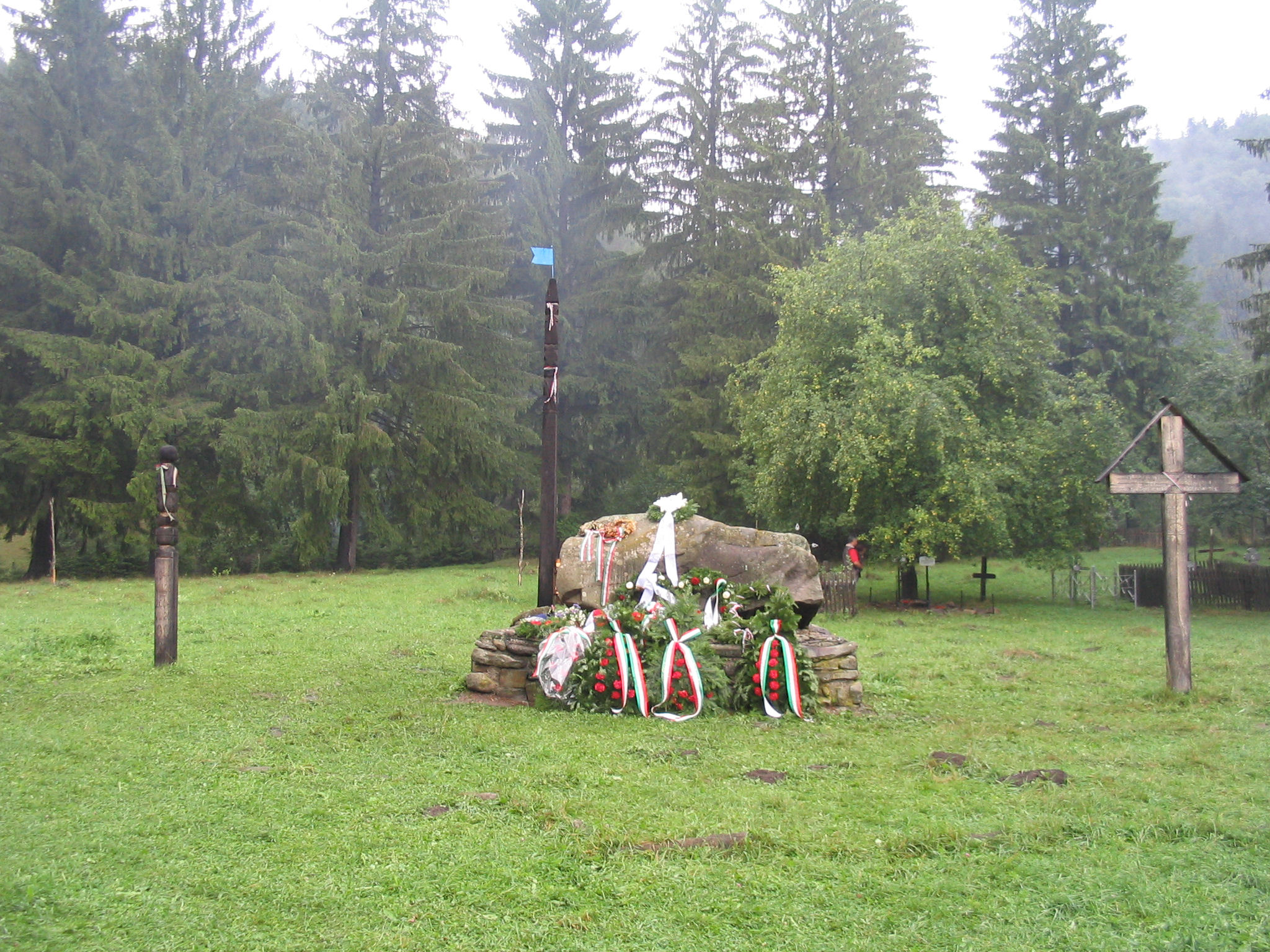
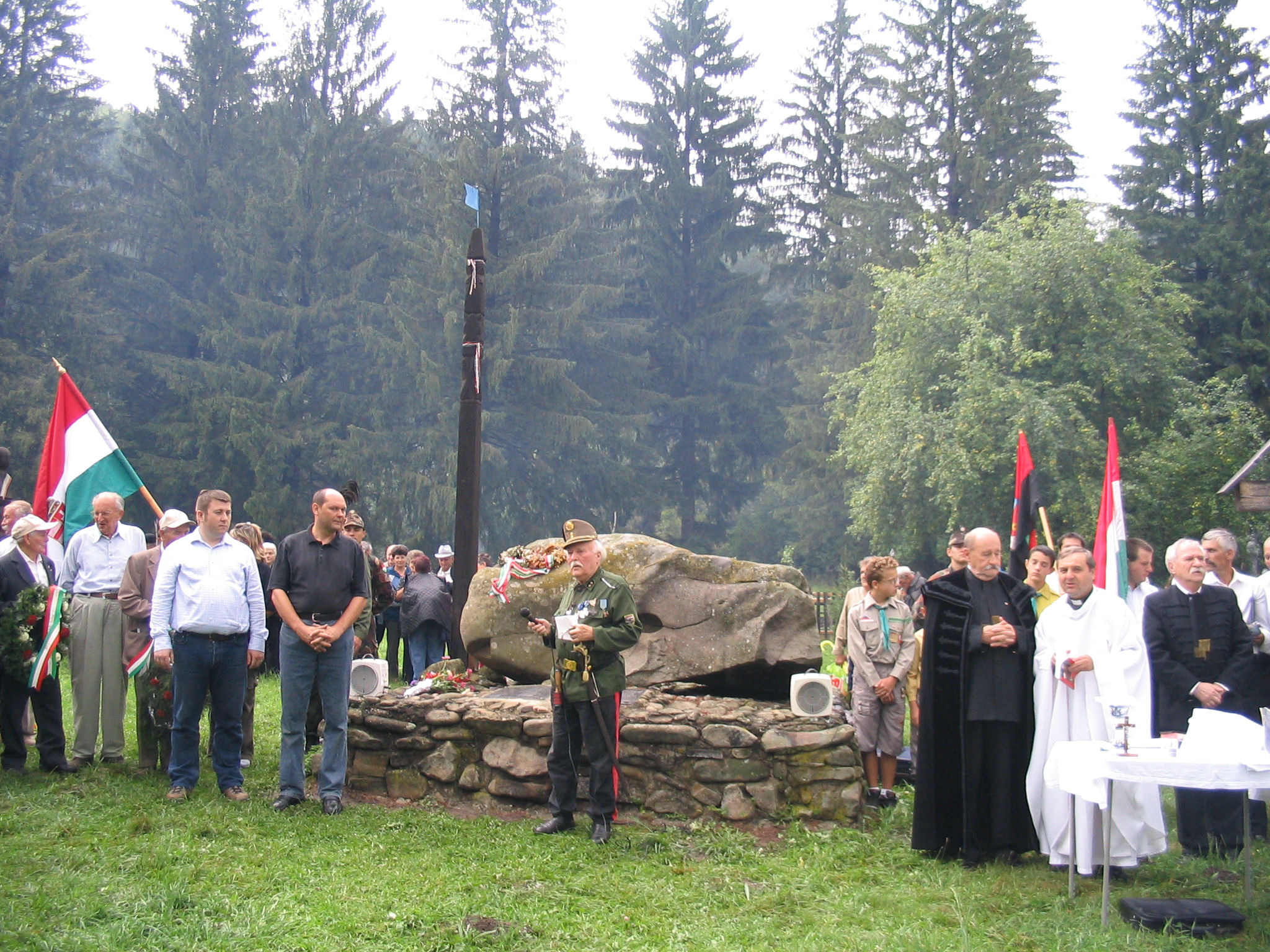